# 高坂宙
高坂 宙（こうさか ひろし、3月8日 - ）は、日本の男性声優。アクセント所属。東京都出身。

## 来歴
幼稚園の頃の夢は野球選手だったという。テレビアニメ『聖闘士星矢』とνガンダムの影響で声優を目指した。
日本大学商学部商業学科卒業。アクセント附属養成所シャイン11期。

## 人物
資格は普通自動車免許、剣道三段。
趣味はスポーツ観戦、散歩、眼鏡収集。特技は剣道、モノマネ、ダイエット。
Showroomにて「高坂宙の週末交差化」を不定期配信。
2018年「アバローのプリンセス　エレナ」で共演した及川ナオキ、空見ゆき、橋爪紋佳と共に「Lazos de amistad」というイベントを開催。
2022年「Capitulo2 Lazos de amistad」が開催された。

## 出演
太字はメイン。

### テレビアニメ
2012年
- PSYCHO-PASS サイコパス（青年）

2017年
- 神撃のバハムート VIRGIN SOUL（床屋）
- いぬやしき（ヤクザ）

2018年
- バジリスク 〜桜花忍法帖〜（武士）
- されど罪人は竜と踊る（男）
- レイトン ミステリー探偵社 〜カトリーのナゾトキファイル〜（運転手）

2020年
- ふしぎ駄菓子屋 銭天堂（はなぞの商店街 選手）

2023年
- ニンジャラ（男性リポーター）
- わたしの幸せな結婚（情報屋・岩清水）
- カミエラビ

2024年
- 最強タンクの迷宮攻略〜体力9999のレアスキル持ちタンク、勇者パーティーを追放される〜（冒険者C）
- 喧嘩独学（警察官）
- じゃんたま カン!!（男性客）
- 烏は主を選ばない（情報屋）

### 劇場アニメ
- 魔法少女リリカルなのは Reflection（2017年、月村俊[5]）

### Webアニメ
- じゃんたま カン!!（2024年、若頭）

### ゲーム
- Que 〜エンシェントリーフの妖精〜（2007年、健）
- ドラゴンクエストX 未来への扉とまどろみの少女 オンライン（あくむにゅうどう、スハイル[6]）

### 吹き替え

#### 映画
- DOPE/ドープ!!（ウィル・シャーウッド〈ブレイク・アンダーソン〉）
- パーフェクト・トラップ（ドレ）
- バック・トゥ・ザ・フューチャー PART2（データ〈リッキー・ディーン・ローガン〉）※BSジャパン版
- バトル・オブ・ザ・セクシーズ
- ビバリーヒルズ・コップ ※Netflix版
- マイティ・ソー バトルロイヤル（観客[7]）
- ラン・オールナイト

#### ドラマ
- iCarly
- アンフォゲッタブル 完全記憶捜査2
- WITHOUT A TRACE/FBI 失踪者を追え!
- Weeds〜ママの秘密〜（コンラッド）
- 科学ファミリーラボラッツ（トレント）
- 仮面（シム社長）
- キャッスル 〜ミステリー作家は事件がお好き
- グレイス&フランキー（バリー、アダム）
- サム&キャット（ハーブ〈ロニー・クラーク〉、タンディ〈ダン・シュナイダー〉）
- ザ・リターン（マーク・バオ）
- CSI:15 科学捜査班
- ティーン・ウルフ
- ハリー・パーマー 国際諜報局（チコ〈ジョシュア・ジェームズ〉[8]）
- ビクトリアス
- フーディーニ 幻想に生きた奇術師
- フルハウスTAKE2（キム室長）
- ボルジア 欲望の系譜（アレッサンドロ）
- マジシャンズ（ジョシュ）
- ママ〜最後の贈りもの〜（テフン）
- ユートピア/UTOPIA（リー）
- リベンジ シーズン3

#### アニメ
- アバローのプリンセス エレナ（マテオ）
- カーズ/クロスロード（カート、ドクター・ダメージ）
- カンフー・パンダ ザ・シリーズ（ツル）
- ザ・シンプソンズ
- キャスパーのオバケ学園（サッチ）
- 劇場版 ムーミン谷の彗星 パペット・アニメーション（スノーク）
- スター・ウォーズ:ヤング・ジェダイ・アドベンチャー（アリー）
- ズートピア（トラヴィス）
- スーパーエージェント TUFFパピー（ケズウィック）
- ちいさなプリンセス ソフィア（カート）
- トロン：ライジング（ゼッド）
- ビートバグズ（コックローチ、ロボット先生）
- ミラキュラス レディバグ&シャノワール（プラッグ[9]、マックス / ペガサス、ナタニエル）
- ライオン・ガード（オーノ）
- リトルモンスター
- ミッキーマウス ファンハウス（ファニー）

### ボイスオーバー
- ナショナル・ジオグラフィック

### ナレーション
- こちらママポン通販部